# Pernicious
Pour plus de détails, voir Fiche technique et Distribution.
Pernicious est un film d'horreur surnaturel américano-thaïlandais réalisé par James Cullen Bressack, qui a également écrit l’histoire avec la co-scénariste Taryn Hillin. Le film met en vedettes Ciara Hanna, Emily O'Brien et Jackie Moore.

## Synopsis
Trois jeunes filles américaines se rendent en Thaïlande pour l’été afin d’y enseigner l’anglais aux enfants. En arrivant à la maison dans laquelle elles séjournent, elles trouvent une statue dorée d’une petite fille. Il y a quelque chose de sinistre et d’inquiétant à propos de la maison, où un homme et un enfant ont été assassinés rituellement autrefois. Leur aventure tourne rapidement au cauchemar lorsque leurs nouveaux amis disparaissent. Des rêves sanglants hantent leur sommeil. La statue volée les conduit sur un chemin sombre dans le folklore thaïlandais et la magie qui a été oublié depuis longtemps. En effet le trio a libéré l’esprit de Vanida, une fillette de huit ans qui a été sauvagement torturée et sacrifiée par sa propre famille il y a des décennies. Elle a une seule chose en tête : la vengeance.

## Distribution
- Ciara Hanna : Alex
- Emily O'Brien : Julia
- Jackie Moore : Rachel
- Russell Geoffrey Banks : Colin
- Sohanne Bengana : Vlad
- Byron Gibson : Byron
- Jared Cohn : Shane
- Sara Malakul Lane : Samorn
- Jack Prinya : l’infirmier
- Wallop Terathong : Sang
- Pixit Sangkaew : Sang jeune
- Irada Hoyos : Vanida
- Todstham Piumsomboon : Tiwa
- Thanchanok Kaewta : Isra
- Chanokporn Suwanposri : la commerçante
- Warakorn Jitpat : le commerçant #1
- Supachai Girdsuwan : le commerçant #2
- Alexandra Merle : Streetwalker
- Boonchu Namjaidee : le docteur[5]

## Production
Pernicious est produit par Benetone Hillin Entertainment, une société issue du partenariat entre Daemon Hillin et Benetone Films, une société de services de production leader en Thaïlande. Le film a été entièrement tourné en Thaïlande. Vantage Media International représente les droits mondiaux du film.

## Réception critique
Pernicious obtient un score d’audience de 71% sur Rotten Tomatoes.